# Erectopus
Genre
Espèces de rang inférieur
- † Erectopus superbus Huene, 1932
- † Erectopus sauvagei Huene, 1932

Synonymes
- † Megalosaurus superbus Sauvage, 1882

Erectopus est un genre éteint de dinosaures théropodes de la super-famille des allosauroïdes, qui a vécu au Crétacé inférieur et au tout début du Crétacé supérieur. Ses restes fossiles ont tout d'abord été trouvés dans l'est de la France dans des sédiments phosphatés datés de l'Albien inférieur (zone à Mammilatum). Les fossiles ont été découverts à la fin du XIXe siècle dans le gisement de phosphate de La Penthèive à Louppy-le-Château où furent également découverts des os fossiles de plésiosaures, ichthyosaures et crocodiles.

## Historique
En 1882, les ossements, qui se trouvaient dans la collection privée de Louis Pierson, ont été décrits par Henri Émile Sauvage qui les classa dans le taxon Megalosaurus superbus. En 1932, Friedrich von Huene (1875-1969) démontra qu'ils n'appartenaient pas au genre Megalosaurus et les plaça dans un nouveau taxon, Erectopus sauvagei.
Après la dispersion de la collection de Pierson, les fossiles disparurent pour réapparaître à la fin du XXe siècle au Muséum national d'histoire naturelle de Paris et dans des collections privées. Ils furent classés par Ronan Allain  comme Erectopus superbus dans la famille des allosaures et l'espèce fut décrite comme étant un carnosaure. C'est le 3e plus jeune carnosaure connu en Europe du Crétacé inférieur avec le « théropode de Montmirat » (Valanginien) du sud de la France et Neovenator salerii du Barrémien de l'île de Wight.
Des fossiles ont également été découverts au Portugal dans le Barrémien (Erectopus superbus) et en Égypte dans le Cénomanien inférieur rattaché à l'espèce Erectopus sauvagei.

## Classification
En 2012, M. T. Carrano et ses collègues le placent dans la famille des Metriacanthosauridae. 